# Maureen Kaila Vergara
Maureen Kaila Vergara (San Francisco, Estados Unidos; 17 de diciembre de 1964) es una exciclista salvadoreña. Su carrera comenzó en 1990 y terminó en 2001. Compitió en los Juegos Olímpicos de Verano en 1996 y 2000, ambas veces en la prueba por puntos.

## Carrera
Inicio en el ciclismo profesionalmente en el año 1990 , para el año 1991, la ciclista nacida en la ciudad de San Francisco, Estados Unidos, e hija de madre salvadoreña y abuelos sonsonatecos, decidió competir bajo los colores de la bandera cuscatleca dentro las disciplinas del rubro en torneos internacionales. 

### Atlanta 1996
Su primer gran prueba se dio en 1996 los Juegos Olímpicos de Atlanta donde se convertiría en el primer atleta del país centroamericano que  competiría en la prueba ciclística por puntos. Maureen Vergara, una desconocida en ese entonces en plano internacional del deporte daría la sorpresa cuando, a escasos 200 metros de la meta se encontraba al frente del pelotón de competencia, acariciando con ello la 
medalla de oro, pero una desafortunada caída la relegó al quinto puesto. Dicha actuación quedó para los anales del deporte olímpico salvadoreño como lo más cercano del podio que se ha estado en toda su historia. Y aún en la actualidad, la participación de Vergara sigue manteniéndose como la mejor posición que El Salvador ha obtenido dentro del certamen.

### Otras Participaciones
Dos años después, en 1998. Vergara tendría la oportunidad de reivindicarse en los XVIII Juegos Centroamericanos y del Caribe, en Maracaibo, Venezuela; Ganó la medalla oro en prueba de contrarreloj (siendo la primera medalla disputada en esta justa regional) y medalla de plata en la prueba por puntos.
Posteriormente Vergara clasifica a los Juegos Olímpicos de Sídney 2000, pero esta vez cerró 17.ª de 17 competidoras en la prueba por puntos. Siendo este su última participación olímpica con el equipo salvadoreño.

### Retiro
En el año 2001, Vergara hace su última aparición como representativa de El Salvador en los VII Juegos Deportivos Centroamericanos de Guatemala donde obtuvo medalla de bronce, en la prueba de Ruta. De ahí vendría su retiro en los meses posteriores del mismo.